# Сан Тан Вали (Аризона)
Сан Тан Вали (енгл. San Tan Valley) насељено је место без административног статуса у америчкој савезној држави Аризона.

## Демографија
По попису из 2010. године број становника је 81.321.
| Група             | 2000.    | 2010.          |
| Белци             | 0 (0,0%) | 53.831 (66,2%) |
| Афроамериканци    | 0 (0,0%) | 4.102 (5,0%)   |
| Азијати           | 0 (0,0%) | 1.734 (2,1%)   |
| Хиспаноамериканци | 0 (0,0%) | 18.995 (23,4%) |
| Укупно            | 0        | 81.321         |